# Husova škola (Krušovice)
Husova škola v Krušovicích je novorenesanční budova školy stojící v centru obce Krušovice. Byla vystavěna v letech 1914-1915 podle návrhu českého architekta 20. století Ladislava Skřivánka. Autorem návrhů maleb a sgrafit na fasádě byl český malíř Láďa Novák.

## Popis stavby
Dvoupatrová budova školy na půdorysu písmene L může vzdáleně připomínat renesanční tvrz. Centrálně se tyčí hranolová věž opatřená hodinami. Ze všech stran je fasáda zdobena sgrafitovou výzdobou. V římse pod střechou jsou v medailonech umístěna jména významných českých historických osob různých dob a oborů. Ze spisovatelů je uveden Karel Hynek Mácha, Jan Neruda, Svatopluk Čech, Jaroslav Vrchlický a Božena Němcová. Z novinářů a politiků 19. století je to František Ladislav Rieger, František Palacký a Karel Havlíček Borovský. České malíře zastupují Karel Škréta, Mikoláš Aleš a Josef Mánes. Na jižní straně jsou připomenuty významné osoby z řad protestantů (Jan Žižka, Tomáš Štítný ze Štítného, Petr Chelčický, Jan Amos Komenský), následují hudební skladatelé (Bedřich Smetana, Antonín Dvořák, Zdeněk Fibich) a vůdcové selských vzbouření (Jan Sladký a Jakub Kubata). Na římse okolo hranolové věže je uveden následující citát: „Jen stát-li bude k bratru pevně brat, a v družbě volné velkým roven malý, své každý hájit, vesel pracovat, ni síla surová nás nezavalí.“ Na jižní straně je znázorněn v medailonu Jan Hus, po němž je škola pojmenována a v jehož výročí úmrtí byla budova otevřena (1915). Po všech stranách budovy jsou ve sgrafitové výzdobě uvedena různá česká vlastenecká hesla, přísloví a lidová moudra.

### Vybraná přísloví a moudra z fasády školy
- Trp kozáče, budeš atamanem.
- Bůh dal zuby, Bůh dá i chleba.
- Hůl sama nebije.
- Netrať naděje, když se zle děje.
- Řeč otců nejdražší dědictví.
- Každý zaslouží, co si dá líbit.
- Vojsko silné vojvodou, země svobodou.
- Vtipu časem třeba, rozumu vždy.
- Děravý měch nenaduješ, hlupce nepoučíš.
- Budem-li každý z křemene, pak národ bude z kvádrů.
- Dobrý chleba, když koláčů není.
- Půjčka chodí s pláčem domů.
- Ježek sobě kadeřav.
- Boj se toho, kdo se bojí tebe.
- Sousedská přízeň půjčuje ráda konve na pivo a rožeň na pečeni.
- Vojna pro jednoho kojná, pro druhého chrt, pro třetího smrt.
- Rodná půdo, matko naše drahá, v tobě tkvíme pevným kořenem, porosili jsme tě krví, potem, uhájíme proti zlobám všem.
- Ať nám přeje kdo chce cokoliv, nechť mu Pán Bůh totéž dvakrát nadělí. - Příteli pomoci třeba o půlnoci.